# Sordes
Sordes (Sordes pilosus) – pterozaur z rodziny ramforynchów (Rhamphorhynchidae); jego nazwa znaczy "diabeł". Nazwę zawdzięcza swojemu wyglądowi.
Żył w okresie późnej jury (ok. 162–148 mln lat temu) na terenach Azji. Długość ciała ok. 60 cm, rozpiętość skrzydeł ok. 40–50 cm, ciężar ok. 200 g. Jego szczątki znaleziono w Kazachstanie (w okolicach miasta Szymkent).
Posiadał gęste futro, dzięki któremu uzyskiwał opływowy kształt ciała. Jego głowa była mała i wąska, z długimi szczękami. Jego ciało było długim ogonem z romboidalnym wyrostkiem na końcu, który pomagał mu w zmianie kierunku lotu. Miał słaby wzrok, ale dobry węch, który ułatwiał mu wyczuwanie położenia ofiary. Żywił się owadami, pajęczakami i prawdopodobnie wodnymi skorupiakami.